# Iglesia de Santa María (Bulbuente)
La iglesia de Santa María es el templo parroquial católico de la villa de Bulbuente, que está ubicado en la provincia de Zaragoza, Comunidad Autónoma de Aragón, en España. La iglesia pertenece a la diócesis de Tarazona, y tiene un importante patrimonio cultural y artístico, ya que el pueblo, perteneció al feudo del Monasterio de Veruela.

## Descripción

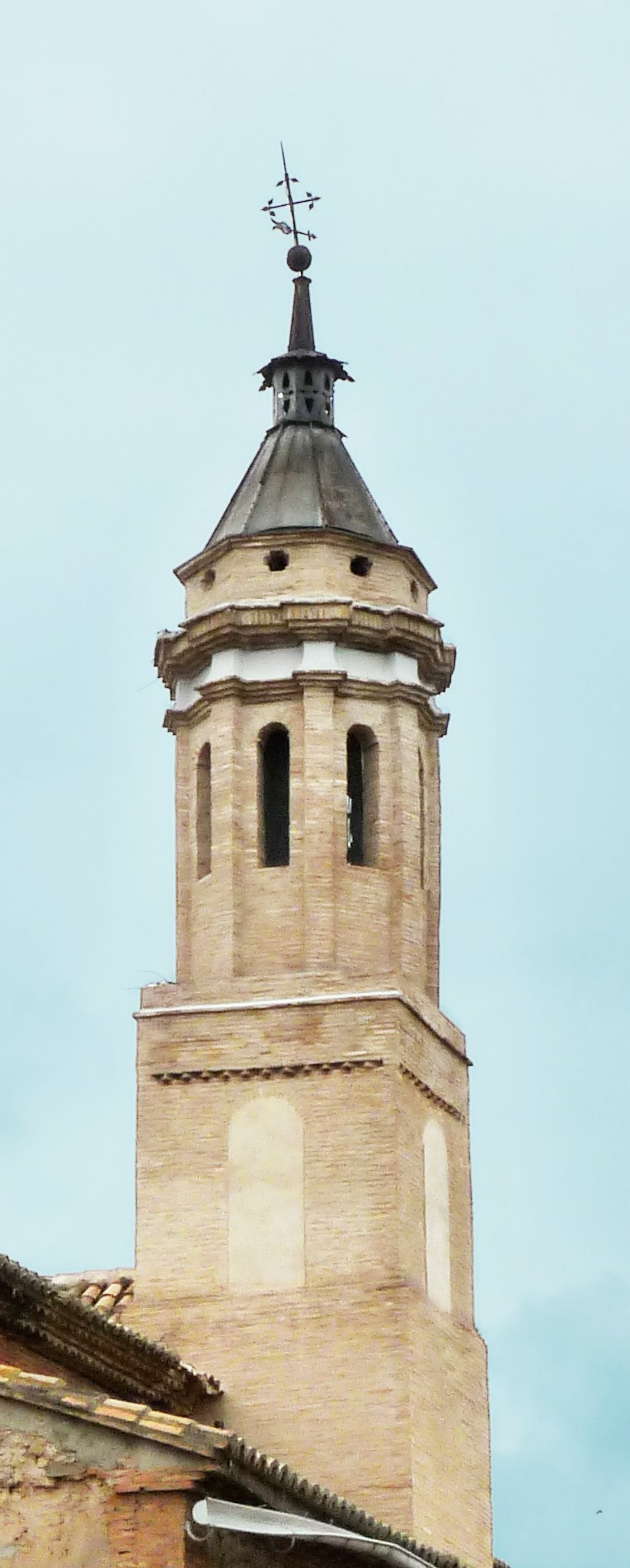
Torre de la Iglesia

La iglesia se organiza en torno a una planta rectangular, que data del siglo XVI. En el XIX se realizó una ampliación neoclásica del edificio, dando lugar a unas capillas laterales y al actual coro. El material predominante es el ladrillo, especialmente en la parte original y en el exterior, aunque la bóveda de la ampliación incluye sillares de piedra.
La iglesia incluye asimismo una torre, presente en el proyecto original, de la que destaca la inscripción de un navío de la orden de Malta en sus sillares.

## Historia

### Fundación
Sobre mediados del siglo XVI el monasterio de Veruela intento renovar y fomentar el culto en las iglesias, en los abaciados de Hernando de Aragón y Fray Lope Marco, pero en Bulbuente esas renovaciones se llevaron a cabo unos años antes en el abadiado de Fray Miguel Ximénez de Embun. Estas reformas venían a causa de que el rey Carlos I en 1525 decretó, la conversión al cristianismo de los moriscos, y al no consagrarse la mezquita de Bulbuente como iglesia, se construyó esta, ubicada en los mismos terrenos de una iglesia anterior.
El 2 de junio de 1533, Fray Miguel Ximénez contactó con el arquitecto guipuzcoano Juan de Arizábal, que concluyó la obra en 1535; el coste de la iglesia fue de 12 000 sueldos jaqueses, que fueron acabados de pagar el 20 de noviembre de 1536 por el abad Hernando de Aragón.
La capilla del lado del evangelio se construyó en 1571 a iniciativa del párroco natural de Bulbuente, mosén Juan Navarro, y fue dedicada a Nuestra Señora y a San Miguel, aunque durante algún tiempo advocó a la Inmaculada Concepción. Esta capilla quedó en abandono pronto, ya que no tenía uso, aunque existía una capellanía laica formada por familiares del párroco, que mandaban hacer tres misas semanales.
La del lado de la epístola fue levantada en 1652 por la cofradía del rosario, aunque en realidad se remodeló una capilla anterior, y fue bendecida el 5 de octubre de ese año, para celebrar la misa mayor al día siguiente.

### Ampliación
El aumento de población de la localidad motivó que el 9 de agosto de 1827 las autoridades de Veruela decidieran ampliar la iglesia. Sin embargo, la ampliación fue lenta. En 1829 se presentó el proyecto para la remodelación, con la intención de comenzar las obras en 1830. Sin embargo, en 1831 aún no habían empezado las obras y en 1832, si bien habían comenzado, se encontraban paralizadas. Las obras incluían un recrecimiento de la iglesia, aumentando su altura con una bóveda de nueva hechura.
El arquitecto Antonio Vicente fue designado para llevar a buen puerto la empresa, pero cuando en 1833 se quiso inaugurar la obra, dicho arquitecto apoyó la visión del obispo de Tarazona que aún la consideraba inacabada. El proyecto que Antonio Vicente defendía incluía reubicar coro y altar mayor dentro de la iglesia, junto a la construcción de capillas laterales que ampliaran el espacio y lo adaptaran a los cánones estéticos más modernos.

## Obras de arte
Se conservan obras atribuidas a Juan de Leví, Jerónimo Cósida y otras pertenecientes al monasterio de Veruela.